# Sachiko Masumi
Sachiko Masumi (桝見 咲智子, Masumi Sachiko), née le 20 décembre 1984, est une athlète japonaise, spécialiste du saut en longueur.

## Biographie
Elle remporte la médaille d'or du saut en longueur lors des Championnats d'Asie 2013, à Pune en Inde, avec la marque de 6,28 m. 

## Palmarès
| Date | Compétition         | Lieu        | Résultat | Marque |
| ---- | ------------------- | ----------- | -------- | ------ |
| 2009 | Championnats d'Asie | Canton      | 3e       | 6,28 m |
| 2013 | Championnats d'Asie | Pune        | 1re      | 6,55 m |
| 2017 | Championnats d'Asie | Bhubaneswar | 7e       | 6,11 m |

### Records
| Épreuve          | Performance | Lieu      | Date         |
| ---------------- | ----------- | --------- | ------------ |
| Saut en longueur | 6,65 m      | Hiroshima | 28 juin 2009 |